# Jo Ypma
Johanna Margaretha Wela (Jo) Ypma (Haastrecht, 23 februari 1908 – Feerwerd, 19 februari 1986), door haar huwelijk vaak Jo van Dorp-Ypma genoemd, was een Nederlands schrijfster van protestantse signatuur. Ze schreef romans, gedichten en verhalen waarin onalledaagse personages optreden, gesitueerd in een landelijke omgeving, in de context van een orthodox-protestants milieu met bevindelijke trekken. Haar bekendste roman is Miet van Dijk.

## Levensloop
Jo Ypma groeide op in Haastrecht, in de Krimpenerwaard, in een milieu waar de protestantse mystiek van de Zuid-Hollandse polders goed merkbaar was, onder andere via haar grootmoeder die bij het gezin in huis woonde. Ze was de dochter van een hoofdonderwijzer. Ze kreeg een voor haar tijd en milieu vooruitstrevende opvoeding en ging bijvoorbeeld met haar vader naar de Rotterdamse Cineac voor films en wereldnieuws. Ze kreeg een opleiding tot onderwijzeres aan de normaalschool in Zetten, maar ze heeft nooit voor de klas gestaan. Ze ging verhalen schrijven. Haar eerste verhalen werden gepubliceerd in De Rotterdammer, een Rotterdams dagblad dat later zou worden opgenomen in het dagblad Trouw. Ze werd op grond van die publicaties gevraagd de persoonlijke redactrice van Colijn te worden, wat ze deed. In 1937 verhuisde ze naar Zeist. Ze werd de secretaresse van Roel Houwink, de eindredacteur van het christelijk-literaire tijdschrift Opwaartsche wegen en ontmoette langs die weg veel christelijke literatoren als Klaas Heeroma, Wilma Vermaat, Anne de Vries, Klaas Norel, Henk van Randwijk, Kees Rijnsdorp, Willem de Mérode, Rie van Rossum en Gerrit Achterberg. In 1940 keerde ze met haar man Karel van Dorp, die dichter was, terug naar Haastrecht. Samen met haar man heeft ze in de oorlog verzetswerk gedaan. Ze was een "recalcitrante protestant".

## Werk
Haar eerste roman heette Boven de polder de hemel (1938), een soort 'boerenroman'. Ze schreef in een mengeling van dialect en algemeen beschaafd Nederlands, net als bijvoorbeeld Herman de Man. De roman Miet van Dijk gaat over een vrijgezelle vrouw die bijzondere gaven heeft in de omgang met dieren en die onder andere de huichelachtigheid van een bepaald soort zware vroomheid belachelijk maakt. Jo Ypma had er een hekel aan om ingedeeld te worden bij de schrijfsters van streekromans, die ze vaak aanduidde met het woord 'corsettenbrigade'. Haar romans zijn allemaal christelijk van achtergrond en thematiek, zonder de geijkte deugd te prediken. Ze wilde überhaupt niet prediken; ze wilde uitbeelden. Ze heeft een vrij groot oeuvre op haar naam staan. Haar werk geniet buiten christelijke kring geringe bekendheid.

## Oeuvre
- Boven de polder de hemel, Baarn: Bosch & Keuning 1937
- Sjouke Ales Hannema, Baarn: Bosch & Keuning 1938
- Tóch in orde, Kampen: Kok 1938
- Oogst 1940, Wageningen: Zomer & Keuning 1941
- Het water was veel te diep, Baarn: Bosch & Keuning 1943
- Oranje boven. Spel van druk en bevrijding, Utrecht: Bond van meisjesvereenigingen op Gereformeerde grondslag (ca.) 1950
- Miet van Dijk. Baarn: Bosch & Keuning 1951
- Twee rozen zijn rood ..., Kampen: Kok 1954
- Dominee in Laodicea, Baarn: Bosch & Keuning 1954
- Daar ligt Jeruzalem, Kampen: Kok 1956
- De vrijgezelle ouderling, Baarn: Bosch & Keuning 1957
- Zend iemand anders, Baarn: Bosch & Keuning 1958
- Annelies de Lange
  - I: Het begon met een soldaat, Kampen: Kok 1959
  - II: Bon Noël, Kampen: Kok 1961
- Het raadsel om dominee Smit, Den Haag: Voorhoeve 1960
- Kinderen der eenzame, Kampen: Kok 1961
- De kerstroos, Den Haag: Voorhoeve 1966
- De wijzen uit het westen. Verhalen en gedichten, 's-Gravenhage: Boekencentrum 1973
- Op vrije voeten. Verhalen en gedichten voor de vrije tijd, 's-Gravenhage: Boekencentrum 1974
- Spoorzoeken in het donker, Kampen: Kok 1975
- Geliefde zoon, Nijkerk: Callenbach 1978

Een aantal van haar romans is later in omnibusvorm verschenen.

### Over haar werk
- Hans Werkman, Schrijven en geloven. Gesprekken rondom: romans en gedichten, kerk en geloof, leven en dood, met Jo van Dorp-Ypma, Jan H. de Groot, Roel Houwink ..., Kampen: Kok 1985
- Hans Werkman, Boven de polder de hemel. Jo van Dorp-Ypma, schrijfster. Een biografische schets (Nog niet-reeks, dl 6), Oudewater: Vereniging 'Herman de Man' 2003

- Biografisch Portaal: 89057685
- Digitale Bibliotheek voor de Nederlandse Letteren: dorp004
- International Standard Name Identifier: 0000 0000 6864 6941
- Library of Congress Control Number: no2009128433
- Nederlandse Thesaurus van Auteursnamen: 073244619
- Trove: 921116
- Virtual International Authority File: 308699480
- WorldCat: E39PBJxRFFMy8TcfMVB8frwDMP